# Juan Cayasso
Juan Arnoldo Cayasso Reid (Limón, 24 giugno 1961) è un ex calciatore costaricano, di ruolo centrocampista.

## Carriera
Attivo negli anni 1980 e 1990, militò in patria e in Bundesliga. Con la Costa Rica giocò il campionato del mondo 1990, andando in gol in occasione della partita d'esordio, vinta 1-0 sulla Scozia.

## Palmarès

### Club
- Campionato costaricano: 5

Alajuelense: 1982-1983, 1983-1984
Saprissa: 1988-1989, 1993-1994, 1994-1995
- CONCACAF Champions' Cup: 2

Alajuelense: 1986
Saprissa: 1993